# 珠街街道
珠街街道，是中华人民共和国云南省曲靖市麒麟区下辖的一个街道办事处。
2013年10月20日，云南省人民政府批复同意撤销珠街乡，设立珠街街道。

## 行政区划
珠街街道下辖以下地区：
西海社区、小河湾社区、桂花社区、庄家屯社区、珠街村、联合村、青龙村、堡子村、三源村、涌泉村、中所村和墩子村。